# Royal Rumble 2023
Royal Rumble 2023 è stata la trentaseiesima edizione dell'omonimo pay-per-view di wrestling prodotto dalla WWE. L'evento si è svolto il 28 gennaio 2023 all'Alamodome di San Antonio, Texas ed è stato trasmesso in diretta su Peacock negli Stati Uniti e sul WWE Network nel resto del mondo.

## Storyline
Come ogni anno si sarebbe tenuto il royal rumble match, il cui vincitore avrebbe ottenuto un incontro per l'Undisputed WWE Universal Championship a WrestleMania 39. Come ormai di consueto si sarebbe svolto anche l'omonimo match in versione femminile, con la vincitrice che avrebbe poi ricevuto un incontro a scelta per il Raw Women's Championship oppure per lo SmackDown Women's Championship a WrestleMania 39.
A Survivor Series WarGames, la Bloodline (Roman Reigns, Solo Sikoa, Sami Zayn e gli Usos) sconfisse Kevin Owens, Drew McIntyre e i Brawling Brutes in un wargames match, in cui Zayn che si rivelò decisivo per la vittoria. Dopo che Owens ed il rientrante John Cena batterono Reigns e Zayn durante la puntata di SmackDown del 30 dicembre, lo stesso Owens sfidò Reigns ad un match per l'Undisputed WWE Universal Championship per Royal Rumble.
Dopo essere stato vittima di diversi attacchi misteriosi, LA Knight ebbe un ennesimo confronto verbale con Bray Wyatt, il quale incolpò a suo discapito un individuo di nome "Uncle Howdy" dietro a tali assalti, e lo sfidò ad un match per la Royal Rumble, con Wyatt stesso che poi accettò durante la puntata di SmackDown del 30 dicembre. La settimana successiva, fu reso noto che l'incontro sarebbe stato un Mountain Dew pitch black match.
Nella puntata di Raw del 12 dicembre, Alexa Bliss superò Bayley per ottenere un match per il Raw Women's Championship di Bianca Belair, svoltosi durante la seguente puntata del 2 gennaio, che terminò tuttavia con la vittoria della campionessa per squalifica dopo che Bliss colpì volontariamente l'arbitro. Al termine dell'incontro, Bliss attaccò brutalmente Belair, colpendola con due DDT sui gradoni d'acciaio. Ciò portò ad un ulteriore match tra le due con in palio il titolo per Royal Rumble.

## Risultati
| # | Match                                                                   | Stipulazioni                                             | Durata  |
| - | ----------------------------------------------------------------------- | -------------------------------------------------------- | ------- |
| 1 | Cody Rhodes ha vinto eliminando per ultimo Gunther                      | 30-man royal rumble match                                | 1:11:42 |
| 2 | Bray Wyatt ha sconfitto LA Knight                                       | Mountain Dew pitch black match                           | 5:05    |
| 3 | Bianca Belair (c) ha sconfitto Alexa Bliss                              | Single match per il WWE Raw Women's Championship         | 7:35    |
| 4 | Rhea Ripley ha vinto eliminando per ultima Liv Morgan                   | 30-woman royal rumble match                              | 1:01:03 |
| 5 | Roman Reigns (c) (con Paul Heyman e Sami Zayn) ha sconfitto Kevin Owens | Single match per l'Undisputed WWE Universal Championship | 19:15   |

## Royal rumble match

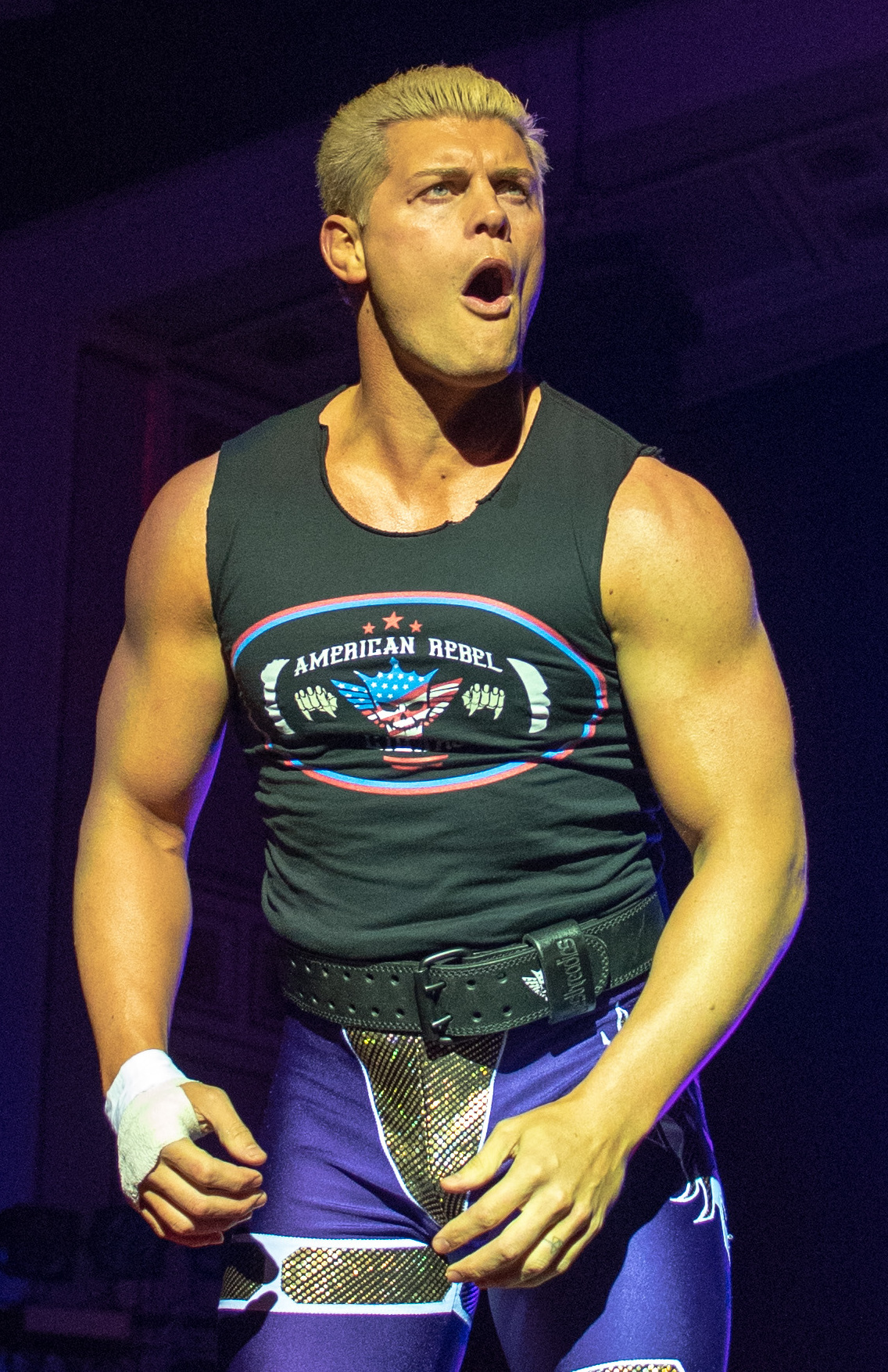
Cody Rhodes, vincitore del Royal Rumble match maschile

### Maschile
– Wrestler di Raw
     – Wrestler di SmackDown
     – Non affiliato a nessun roster
     – Vincitore
| #   | Superstar        | Ordine | Eliminato da                  | Tempo   | N° eliminazioni |
| --- | ---------------- | ------ | ----------------------------- | ------- | --------------- |
| #1  | Gunther          | 29     | Cody Rhodes                   | 1:11:40 | 5               |
| #2  | Sheamus          | 21     | Drew McIntyre e Gunther       | 52:33   | 3               |
| #3  | The Miz          | 1      | Sheamus                       | 4:23    | 0               |
| #4  | Kofi Kingston    | 4      | Gunther                       | 14:51   | 0               |
| #5  | Johnny Gargano   | 14     | Dominik Mysterio e Finn Bálor | 29:57   | 0               |
| #6  | Xavier Woods     | 3      | Gunther                       | 10:29   | 0               |
| #7  | Karrion Kross    | 2      | Drew McIntyre                 | 4:11    | 0               |
| #8  | Chad Gable       | 7      | Brock Lesnar                  | 8:42    | 0               |
| #9  | Drew McIntyre    | 22     | Gunther                       | 39:10   | 4               |
| #10 | Santos Escobar   | 5      | Brock Lesnar                  | 4:56    | 0               |
| #11 | Angelo Dawkins   | 6      | Brock Lesnar                  | 2:28    | 0               |
| #12 | Brock Lesnar     | 8      | Bobby Lashley                 | 2:28    | 3               |
| #13 | Bobby Lashley    | 11     | Seth Rollins                  | 7:14    | 1               |
| #14 | Baron Corbin     | 9      | Seth Rollins                  | 0:07    | 0               |
| #15 | Seth Rollins     | 27     | Logan Paul                    | 37:18   | 2               |
| #16 | Otis             | 12     | Drew McIntyre e Sheamus       | 3:08    | 0               |
| #17 | Rey Mysterio     | —      | —                             | —       | —               |
| #18 | Dominik Mysterio | 23     | Cody Rhodes                   | 25:44   | 1               |
| #19 | Elias            | 13     | Drew McIntyre e Sheamus       | 0:39    | 0               |
| #20 | Finn Bálor       | 18     | Edge                          | 7:45    | 2               |
| #21 | Booker T         | 15     | Gunther                       | 0:42    | 0               |
| #22 | Damian Priest    | 17     | Edge                          | 4:03    | 1               |
| #23 | Montez Ford      | 16     | Damian Priest                 | 0:44    | 0               |
| #24 | Edge             | 19     | Finn Bálor                    | 1:04    | 2               |
| #25 | Austin Theory    | 26     | Cody Rhodes                   | 15:39   | 1               |
| #26 | Omos             | 20     | Braun Strowman                | 2:26    | 0               |
| #27 | Braun Strowman   | 24     | Cody Rhodes                   | 11:12   | 1               |
| #28 | Ricochet         | 25     | Austin Theory                 | 9:14    | 0               |
| #29 | Logan Paul       | 28     | Cody Rhodes                   | 10:57   | 1               |
| #30 | Cody Rhodes      | —      | Vincitore                     | 15:08   | 5               |

### Femminile
– Wrestler di Raw
     – Wrestler di SmackDown
     – Wrestler di NXT

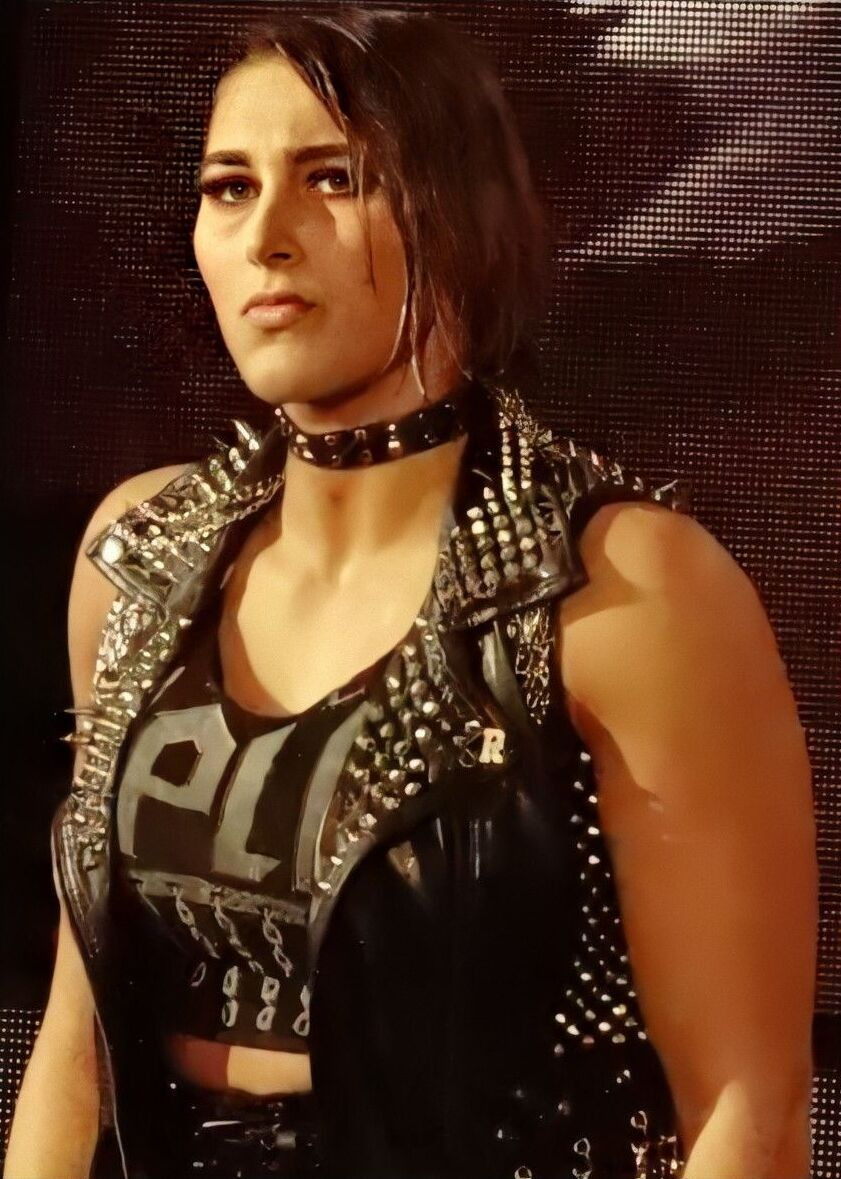
Rhea Ripley, vincitrice del Royal Rumble match femminile

     – Non affiliata a nessun roster
     – Vincitrice
| #   | Superstar        | Ordine | Eliminata da | Tempo   | N° eliminazioni |
| --- | ---------------- | ------ | --- | ------- | --------------- |
| #1  | Rhea Ripley      | —      | Vincitrice | 1:01:08 | 7               |
| #2  | Liv Morgan       | 29     | Rhea Ripley | 1:01:07 | 3               |
| #3  | Dana Brooke      | 2      | Bayley, Dakota Kai e Iyo Sky | 11:43   | 0               |
| #4  | Emma             | 3      | Dakota Kai | 10:12   | 0               |
| #5  | Shayna Baszler   | 6      | Bayley, Dakota Kai e Iyo Sky | 13:28   | 0               |
| #6  | Bayley           | 13     | Liv Morgan | 27:09   | 5               |
| #7  | B-Fab            | 1      | Rhea Ripley | 0:36    | 0               |
| #8  | Roxanne Perez    | 4      | Bayley, Dakota Kai e Iyo Sky | 4:34    | 0               |
| #9  | Dakota Kai       | 10     | Becky Lynch | 22:20   | 5               |
| #10 | Iyo Sky          | 11     | Becky Lynch | 20:49   | 5               |
| #11 | Natalya          | 5      | Bayley, Dakota Kai e Iyo Sky | 3:08    | 0               |
| #12 | Candice LeRae    | 7      | Iyo Sky | 5:11    | 0               |
| #13 | Zoey Stark       | 16     | Sonya Deville | 26:34   | 0               |
| #14 | Xia Li           | 14     | Zelina Vega | 15:30   | 0               |
| #15 | Becky Lynch      | 12     | Bayley | 10:45   | 2               |
| #16 | Tegan Nox        | 8      | Asuka | 3:41    | 0               |
| #17 | Asuka            | 28     | Rhea Ripley | 33:15   | 3               |
| #18 | Piper Niven      | 25     | Raquel Rodriguez | 28:05   | 2               |
| #19 | Tamina           | 15     | Michele McCool | 11:58   | 0               |
| #20 | Chelsea Green    | 9      | Rhea Ripley | 0:05    | 0               |
| #21 | Zelina Vega      | 17     | Lacey Evans | 11:30   | 1               |
| #22 | Raquel Rodriguez | 26     | Rhea Ripley | 20:40   | 3               |
| #23 | Mia Yim          | 24     | Piper Niven | 17:44   | 2               |
| #24 | Lacey Evans      | 20     | Raquel Rodriguez | 14:05   | 2               |
| #25 | Michelle McCool  | 22     | Rhea Ripley | 11:53   | 2               |
| #26 | Indi Hartwell    | 18     | Sonya Deville | 4:52    | 0               |
| #27 | Sonya Deville    | 21     | Asuka | 10:17   | 3               |
| #28 | Shotzi           | 23     | Mia Yim | 8:39    | 1               |
| #29 | Nikki Cross      | 27     | Liv Morgan | 9:16    | 1               |
| #30 | Nia Jax          | 19     | Asuka, Lacey Evans, Liv Morgan, Mia Yim, Michelle McCool, Nikki Cross, Piper Niven, Raquel Rodriguez, Rhea Ripley, Shotzi e Sonya Deville | 1:57    | 0               |